# Hildebrandshausen
Hildebrandshausen este o comună din landul Turingia, Germania.